# سوريا ثرونيك
سوريا ثرونيك (مواليد 1 يونيو 1973) سياسية ومحامية برازيلية. أمضت حياتها السياسية كممثلة ماتو جروسو دو سول، بعد أن شغلت منصب عضو مجلس الشيوخ منذ عام 2019.

## الحياة الشخصية
كما هو شائع في ولايتها الأصلية ، فإن ثرونيك من أصل ألماني برازيلي. ولدت ثرونيك في دورادوس ونشأ في كامبو غراندي. قبل أن تصبح سياسية، كانت ثرونيك محامية. متزوجة ولديها ابنة. [2] عائلة ثرونيك تملك الموتيلات المتعددة في جميع أنحاء ماتو جروسو دو سول.

## الحياة السياسية
في الانتخابات العامة البرازيلية لعام 2018 تم انتخاب ثرونيك جنبًا إلى جنب مع نيلسيتهو تريد لعضوية مجلس الشيوخ الوطني من ولاية ماتو جروسو دو سول. كانت ثرونيك المرأة الوحيدة على ورقة الاقتراع في الولاية بأكملها في ذلك العام الانتخابي. تضمنت الموضوعات القوية في جدول أعمال حملة ثرونيك لمجلس الشيوخ مكافحة الفساد وتشجيع الملكية الخاصة.
من الناحية الإيديولوجية، تعرّف ثرونيك بأنه ليبرالية اقتصادية ومحافظة اجتماعيًا. هي من أنصار جاير بولسونارو، وقامت بحملته معه في ترشحه للرئاسة في عام 2018.